# Sigrid Wille
Sigrid Wille (* 2. November 1969 in Wangen im Allgäu) ist eine ehemalige deutsche Skilangläuferin.

## Werdegang
Wille nahm von 1990 bis 1999 an Wettbewerben der Fédération Internationale de Ski teil. Ihr erstes Weltcuprennen lief sie im Dezember 1990 im Tauplitzalm, welches sie auf dem 13. Platz beendete. Zwei Wochen später holte sie in Les Saisies mit dem vierten Platz ihr bestes Ergebnis in einem Weltcupeinzelrennen. Bei den nordischen Skiweltmeisterschaften 1993 in Falun belegte sie den 27. Platz über 30 km Freistil. Ihre beste Platzierung bei den nordischen Skiweltmeisterschaften 1995 in Thunder Bay war der 13. Platz über 30 km Freistil. Bei den Olympischen Winterspielen 1998 in Nagano errang sie den 54. Platz im 15-km-Verfolgungsrennen, den 38. Rang über 5 km klassisch und den 28. Platz über 15 km klassisch. Bei den nordischen Skiweltmeisterschaften 1999 in Ramsau erreichte sie den 23. Platz über 30 km klassisch und den 18. Rang über 15 km Freistil. Mit der Staffel gewann sie Bronze. Sie beendete nach diesen Weltmeisterschaften ihre Karriere.